# Petr Vampola
Petr Vampola (Žďár nad Sázavou, 21 gennaio 1982) è un hockeista su ghiaccio ceco.

## Palmarès

### Mondiali
- 2 medaglie:
  - 1 oro (Germania 2001)
  - 1 bronzo (Slovacchia 2011)